# Termonfeckin
Termonfeckin (irisch Tearmann Feichín) ist eine Ortschaft im County Louth in Irland. Sie liegt im Süden der Grafschaft Louth, 8 km nordöstlich von Drogheda nahe der Irischen See.

## Geschichte
Im Frühmittelalter existierte ein Kloster im Ort, das im 7. Jahrhundert vom irischen Heiligen Feichín gegründet worden sein soll. Dieses Kloster wurde 1013, 1025 und schließlich 1149 von den Bewohnern von Leinster sowie von den Wikingern geplündert. 
Im 12. Jahrhundert wurde ein Augustinerkloster im Ort gegründet. Kurz darauf folgte ein Konvent augustinischer Nonnen. Der Konvent existierte bis ins Jahr 1540 und wurde im Zuge der Reformation durch Heinrich VIII. geschlossen.

## Wirtschaft
Der wichtigste Wirtschaftszweig des Ortes ist die Landwirtschaft. Der Tourismus baut auf die Nähe zum Meer und einiger Golfplätze in der Umgebung.

## Bevölkerung
Die Einwohnerzahl von Termonfeckin ist in den letzten 15 Jahren sehr stark angewachsen.
| 1991 | 1996 | 2001 | 2006 | 2011 | 2016 | 2022 |
| ---- | ---- | ---- | ---- | ---- | ---- | ---- |
| 589  | 530  | 503  | 653  | 1443 | 1579 | 1983 |

## Verkehr
Die Regionalstraßen R166 und R167 führen durch den Ort.

## Historische Bauwerke

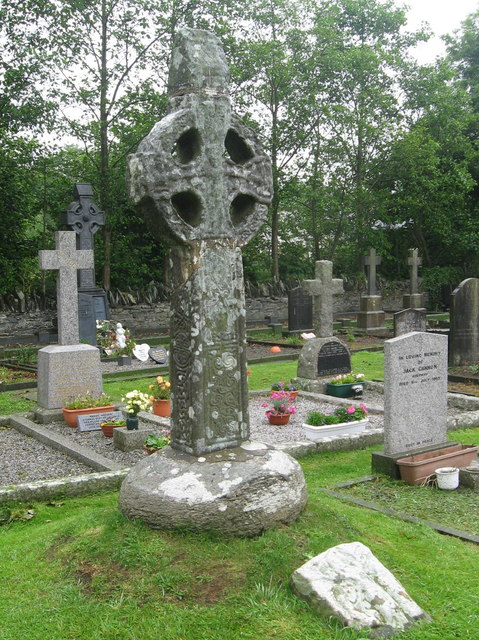
Hochkreuz

### Termonfeckin Castle
Das Schloss von Termonfeckin wurde im 15. oder 16. Jahrhundert als dreistöckiges Gebäude errichtet. Bei dem Aufstand von 1641 wurde es beschädigt, aber von Captain Brabazon wieder aufgebaut. Heute ist es ein nationales Monument.

### Ehemaliges Primate’s Castle
Bis ins frühe 19. Jahrhundert gab es in Termonfeckin noch ein zweites Schloss. Dieses Primate’s Castle wurde für einige Jahrhunderte von den Erzbischöfen von Armagh als zweite Residenz neben dem Hauptsitz bei Drogheda genutzt. Nach der Reformation nutzten einige protestantische Erzbischöfe zeitweise ebenfalls das Schloss. Es wurde beim Aufstand von 1641 beschädigt, nie wieder aufgebaut und ca. 1830 endgültig abgerissen.

### Hochkreuz
Auf dem Friedhof der St. Fechins Kirche steht ein Hochkreuz. 

### An Grianán
An Grianán ist ein im 18. Jahrhundert errichtetes Gebäude, das als erste Lehranstalt des Ortes gilt. Heute gehört es der Irish Countrywomen’s Association und dient verschiedenen sozialen und schulischen Zwecken.

## Sport
- Der St Fechin's G.F.C. Gaelic Athletic Association Club besitzt ein Gaelic Football- und ein Hurling-Team.
- Golfplatz: Seapoint Golf Club
- Termoneckin Celtic FC

## Söhne und Töchter des Ortes
- Evanna Lynch (* 1991), Schauspielerin